# Fillmore!
Fillmore! is een Amerikaanse animatieserie, geproduceerd door Walt Disney Television Animation. De serie is bedacht door Scott Gimple. Het was de laatste serie geproduceerd door Walt Disney Television Animation zonder hulp van Disney Channel.
De serie telt 26 afleveringen, die oorspronkelijk uitgezonden werden tussen 2002 en 2004. In Nederland was de serie in nagesynchroniseerde vorm te zien op Jetix.

## Opzet
De serie speelt zich af op een Amerikaanse middenschool genaamd X Middle School. Centraal staan Cornelius Fillmore en Ingrid Third, twee studenten van deze school die tevens lid zijn van het veiligheidsteam. In elke aflevering krijgen ze te maken met een of meer misdaden.
De serie vertoont qua opzet gelijkenissen met bekende politie- en misdaadseries als CSI: Crime Scene Investigation, waarbij de protagonisten een misdrijf moeten oplossen met het zoeken naar aanwijzingen en slim denkwerk. Wel zijn de misdaden in kwestie aangepast aan de omgeving waarin de serie zich afspeelt, zoals de diefstal van een scooter en het smokkelen van tartaarsaus.
De school waar de serie zich op afspeelt is duidelijk groter dan een gemiddelde Amerikaanse middenschool. Zo zouden er volgens de directeur 1200 studenten op zitten.

## Productie
De serie werd bedacht door Scott Gimple, geregisseerd door Christian Roman en uitgezonden tijdens het kinderblok van ABC.
De titelsong van de serie is geschreven in opgenomen door de filkband Ookla the Mok, en onder andere verwerkt op hun album Super Secret.

## Personages
(Agent) Cornelius Fillmoreeen Afro-Amerikaanse jongen uit de zevende klas van de X Middle School. Hij is een voormalig jeugddelinquent die de keus kreeg tussen lid worden van het veiligheidsteam of schorsing. Hij is enig kind, heeft een hond als huisdier en is erg goed in midgetgolf. Hij gaat vaak verder dan andere leden van het veiligheidsteam. Zijn manco is dat hij vaak schoolspullen vernielt bij de achtervolging van een verdachte.
(Agent) Ingrid ThirdFillmores partner bij het veiligheidsteam. Voordat ze naar de X Middle School kwam, zat ze op een heropvoedingsschool in Napels vanwege een incident met een stinkbom en een piñata. Ze is eveneens een voormalig jeugddelinquent en een genie. Ze heeft een fotografisch geheugen. Ze heeft een oudere zus genaamd Ariella.
(Junior Commissaris) Horatio Vallejode commissaris van het veiligheidsteam, en daarmee Fillmores meerdere. Hij heeft enkele ruwe ervaringen met het veiligheidsteam achter de rug, zoals het verlies van zijn partner Malika toen ze lid werd van de Red Robins en het verraad door zijn beste vriend Frank Bishop. Hij drinkt te veel cacao. Zijn voornaam is een verwijzing naar het personage Horatio Caine uit CSI: Miami.
Karen Tehamaeen onderzoeker van het veiligheidsteam die meestal als eerste bij een plaats delict is. Ze heeft veel interesse in forensisch onderzoek. Ze is vooral een achtergrondpersonage.
Joseph Anzaeen Italiaans-Amerikaans lid van het veiligheidsteam, die vooral dienstdoet als bodyguard van Karen.
Danny O'Farrellde fotograaf van het veiligheidsteam. Hij werkt vaak op mensen hun zenuwen en heeft veel bizarre ideeën over het maken van foto’s. Hij is vooral de vrolijke noot van de serie.
Dawn S. Folsomde directeur van de X Middle School. Haar rol is gelijk aan die van het stereotype overspannen burgemeester in veel politieseries. Ze wil kostte wat het kost orde houden in de school en lijkt vooral te streven naar eigen eer en glorie.
Raycliffde onderdirecteur van de school en Folsoms rechterhand.

## Stemmen (Nederlands)
- Fillmore - Vincent Vianen
- Ingrid - Lottie Hellingman
- Vallejo - Thijs van Aken
- Tehama - Melise de Winter
- Anza - ?
- O'Farrell - Florus van Rooijen
- Folsom - ?
- Raycliff - ?

## Fillmore! op tv
- Verenigde Staten - Toon Disney, ABC Kids, Disney XD
- Nederland - Jetix, Disney XD
- Duitsland - Disney Channel, Toon Disney
- Canada - Family Channel
- Midden-Oosten - Disney Channel
- Verenigde Arabische Emiraten - MBC 3
- Verenigd Koninkrijk/Ierland - Disney Channel